# Ruppertshofen (Rajna-vidék-Pfalz)
Ruppertshofen település Németországban, Rajna-vidék-Pfalz tartományban. Lakosainak száma 343 fő (2023. december 31.).

## Szomszédos községek
- Hainau (észak)
- Miehlen (északkelet)
- Endlichhofen (kelet)
- Oelsberg (délkelet)
- Niederwallmenach (dél)
- Bogel (délnyugat)
- Lierschied (délnyugat)
- Kasdorf (nyugat)
- Himmighofen (északnyugat)

## Népesség
A település népességének változása:
| Lakosok száma | 325  | 332  | 342  | 321  | 331  | 343  |
|               | 1975 | 2017 | 2019 | 2021 | 2022 | 2023 |